# Grumman TBF Avenger
El Grumman TBF Avenger (designat TBM pels avions fabricats per General Motors) és un bombarder torpediner americà desenvolupat inicialment per a la Marina dels Estats Units i el Cos de Marines. Posteriorment va entrar en serveir amb diversos serveis d'aviació naval d'altres estats.
L'Avenger va entrar al servei dels Estats Units el 1942 i va començar a actuar durant la batalla de Midway. Malgrat la pèrdua de cinc dels sis Avenger en el seu debut en combat, va sobreviure en servei per convertir i àmpliament utilitzat de la Segona Guerra Mundial, compartint el crèdit per enfonsar els súper cuirassats Yamato i Musashi (els únics vaixells d’aquest tipus enfonsats exclusivament per avions nord-americans mentre estaven en marxa) i se’ls acredita l'enfonsament de 30 submarins. Molt modificat després de la guerra, va romandre en ús fins als anys seixanta.

## Disseny i desenvolupament
El Douglas TBD Devastator, el principal bombarder de torpedes de la Marina dels Estats Units introduït el 1935, estava obsolet el 1939. Es van acceptar ofertes de diverses empreses, però el disseny de TBF de Grumman va ser seleccionat com a substitut del TBD i l'abril de 1940 la Marina va ordenar dos prototips. Dissenyat per Leroy Grumman, el primer prototip es va anomenar XTBF-1. El primer vol va ser el 7 d’agost de 1941. Tot i que un dels dos primers prototips es va estavellar a prop de Brentwood, Nova York, el seu desenvolupament va continuar amb rapidesa.

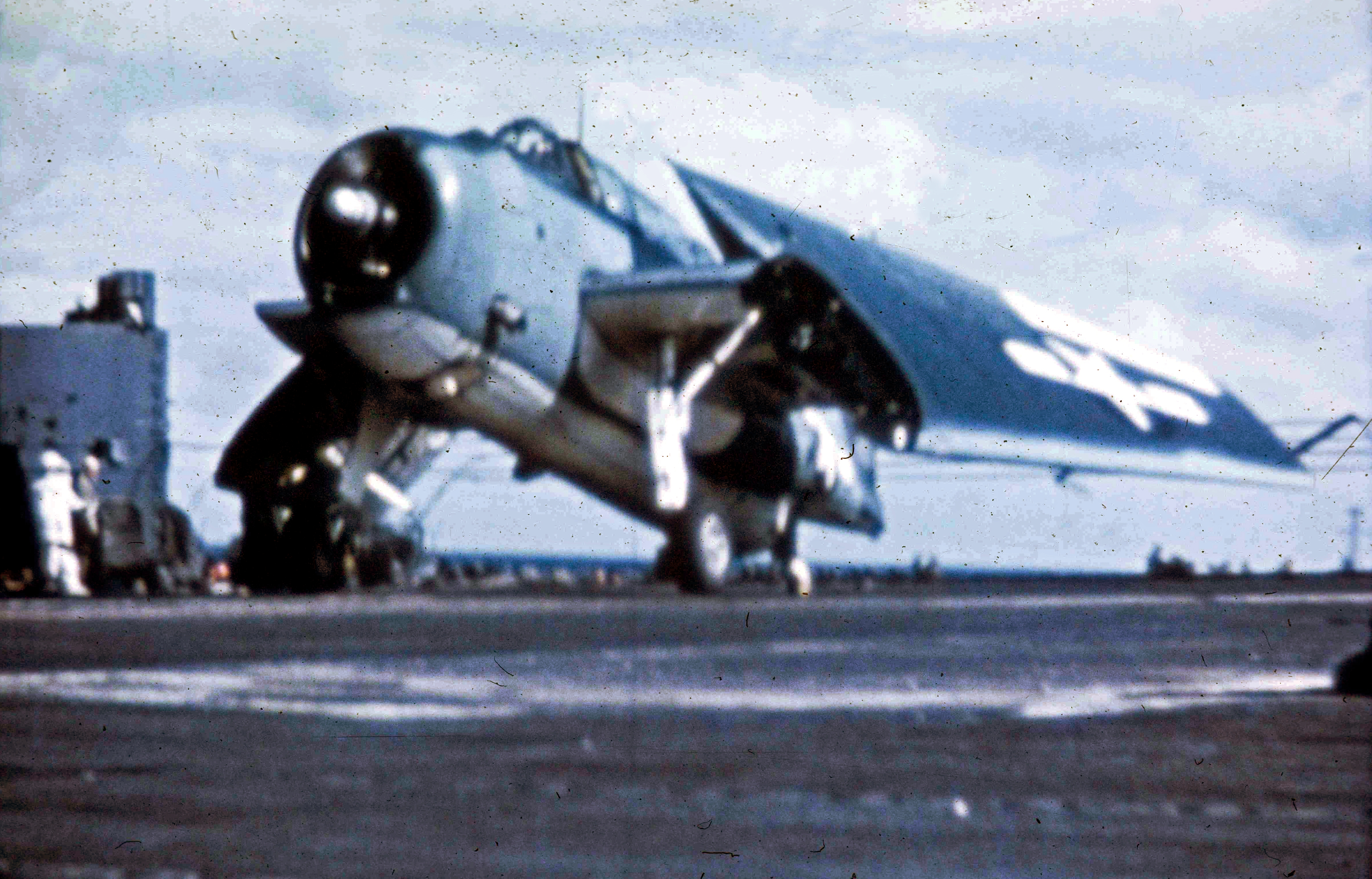
Un TBM Grumman (TBF construït en GM) amb ales plegables Sto-Wing

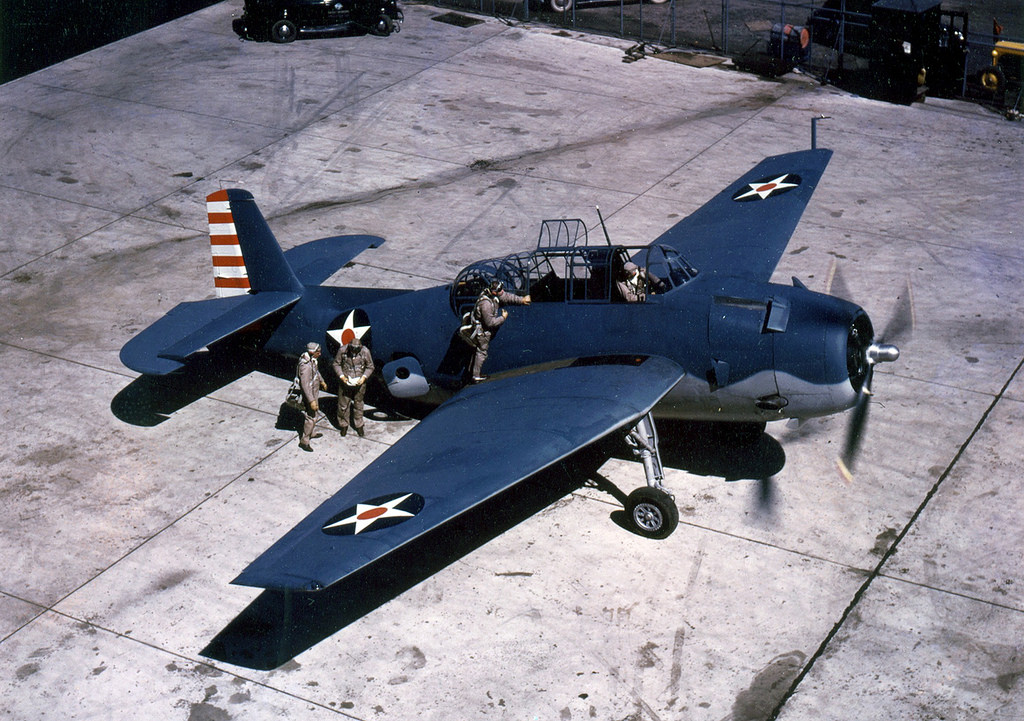
TBF-1 Avenger a principis de 1942. Tingueu en compte la taca vermella centrada al rodó nord-americà i el flaix d’aleta inspirat en bandera al timó, tots dos eliminats abans de la batalla de Midway per evitar confusions amb les insígnies japoneses

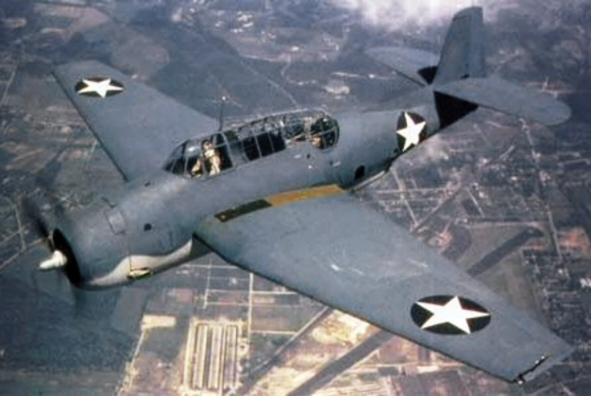
TBF Avenger a mitjan 1942

L'Avenger va ser l'avió monomotor més pesat de la Segona Guerra Mundial, i només el P-47 Thunderbolt de la USAAF va estar a punt d'igualar-lo en pes màxim carregat entre tots els caces monomotors, sent només uns 181 kg més lleuger que el TBF, al final de la Segona Guerra Mundial. Per alleujar els problemes d’emmagatzematge de la companyia, simultàniament amb el model F4F-4 del seu portaavions Wildcat, Grumman va dissenyar l’Avenger per utilitzar també el nou mecanisme de plegament de les ales patentat per Sto-Wing, “angle compost”, destinat a maximitzar l'espai d’emmagatzematge en un portaavions. Aquest mecanisme seria utilitzat també en el caça naval F6F Hellcat, substitut del Wildcat. El motor utilitzat va ser el motor radial de catorze cilindres Wright R-2600-20 amb 1,900 cavall de vapor (1,420 kW).
Hi havia tres membres de la tripulació: pilot, artiller de la torreta i bombarder (que també operava la ràdio i la torreta ventral). L'armament consistia en una metralladora Browning M1919 al morro sincronitzada per disparar a través de l'hèlix, una metralladora Browning M2 a la torreta posterior (accionada elèctricament); i una altra metralladora Browning M1919 manual al suport ventral (encarada cap enrere). Aquesta arma era disparada pel bombarder. Els models posteriors del TBF / TBM van ometre la metralladora sincronitzada i la van substituir per un parell de metralladores pesants Browning AN/M2 situades a les ales, disparant per fora del disc alar. Això va permetre millorar la potència de foc cap endavant i augmentar la capacitat d'amarratge. Només hi havia un conjunt de controls a l'avió i no existia accés directe a la posició del pilot des de la resta de l'interior de l'avió. L'equip de ràdio era massiu, sobretot pels estàndards actuals, i omplia la longitud del ben marcat dosser d'"hivernacle" a la part posterior del pilot. Les ràdios eren accessibles per reparar-les mitjançant un "túnel" al costat dret. Els avengers que encara volen avui en dia solen tenir un seient posterior muntat en lloc de les ràdios, permetent un quart passatger.
The Avenger tenia una gran badia de bombes, que permetia un transportar i llançar un sol torpede Bliss-Leavitt Mark 13 (de 907 kg), o fins a quatre bombes de 227 kg. L’avió tenia una bona robustesa i estabilitat general i els pilots diuen que volava com un camió, per bé o per mal. Amb les seves bones instal·lacions de ràdio, un maneig dòcil i un llarg abast, el Grumman Avenger també va convertir-se en un avió de comandament ideal per als comandants del Grup Aeri (CAG). Amb un sostre de vol de 9.144 m (30.000 peus) i un abast totalment carregat de 1.609 km (1.000 milles), era millor que qualsevol torpediner americà anterior i millor que el seu homòleg japonès, l’obsolet "Kate" de Nakajima B5N. Els models Avenger posteriors van portar equips de radar per a les funcions ASW i AEW.
Els navegants de transport d'escorta es referien al TBF com el "gall dindi" a causa de la seva mida i maniobrabilitat en comparació amb els combatents F4F Wildcat dels mateixos grups aeris.

## Història operativa

### Marina dels EUA

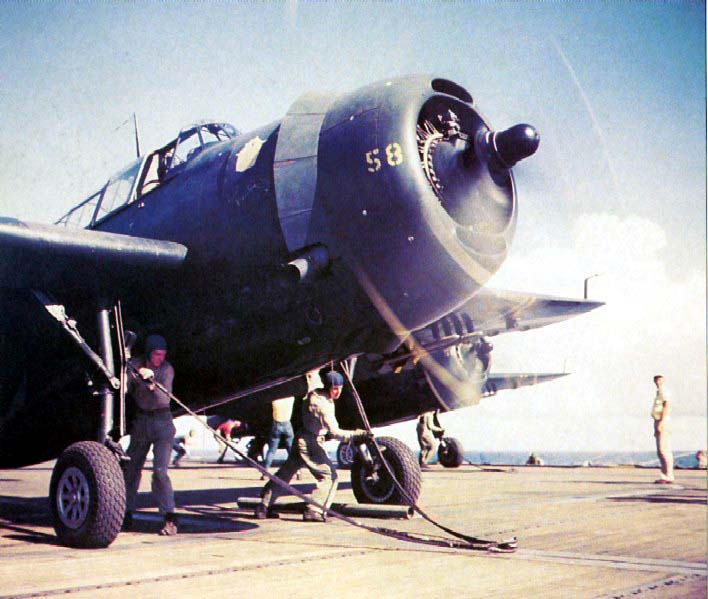
TBF Avenger llest per al llançament de la catapulta.

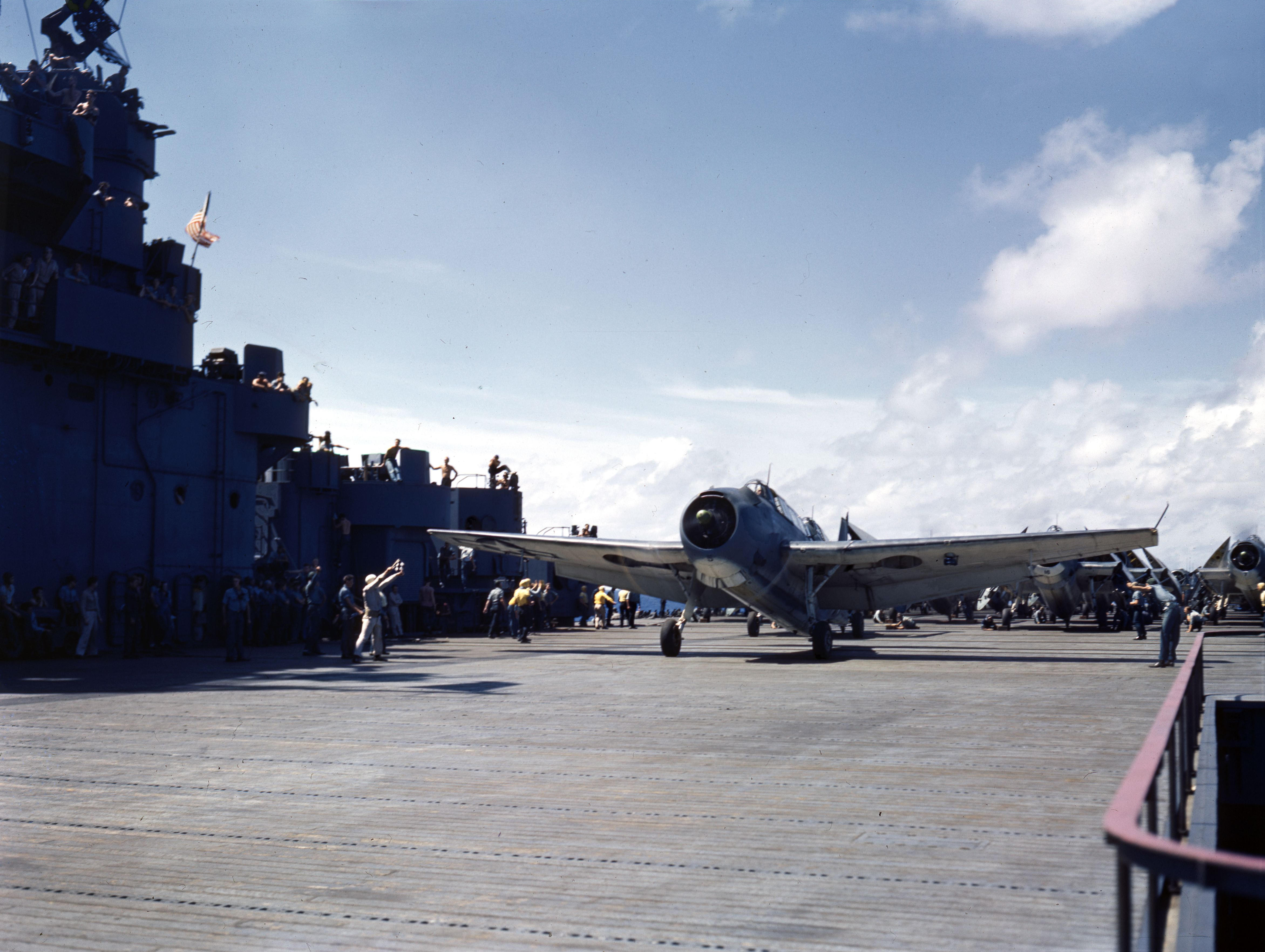
Un Grumman TBF Avenger a bord d’ USS Yorktown, c. finals de 1943

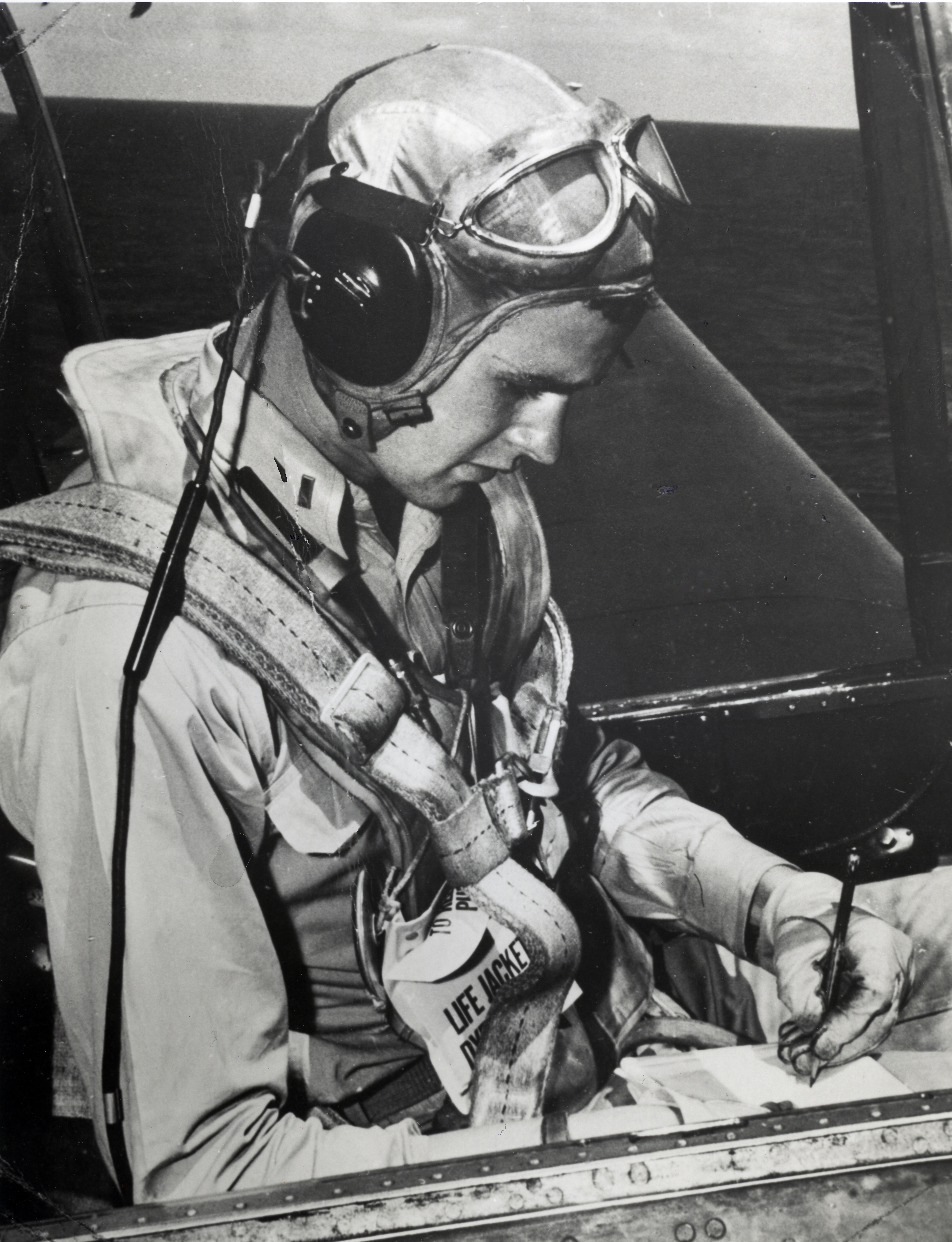
Futur president nord-americà George HW Bush, en un TBM Avenger al portaavions lleuger USS San Jacinto el 1944.

La tarda del 7 de desembre de 1941, Grumman va celebrar una cerimònia per obrir una nova planta de fabricació i mostrar el nou TBF al públic. Casualment, aquell dia, la Marina Imperial Japonesa va atacar Pearl Harbor, tal com Grumman aviat es va assabentar. Un cop acabada la cerimònia, la planta va ser segellada ràpidament per protegir-se d’un possible sabotatge. A principis de juny de 1942, un enviament de més de 100 avions va ser enviat a la Marina, que va arribar només poques hores després que les tres companyies de transport marxessin ràpidament de Pearl Harbor, de manera que la majoria d'ells eren massa tard per participar en la batalla crucial de Midway.
Sis TBF-1 eren presents a l'illa de Midway – com a part de VT-8 (Torpedo Squadron 8) – mentre que la resta de l'esquadró volava Devastators del portaavions Hornet. Tots dos tipus de torpeders van patir fortes baixes. Dels sis Vengadors, cinc van ser abatuts i l’altre va tornar molt malmès amb un dels seus artillers morts, i l’altre artiller i el pilot ferits. Tot i això, es va atribuir als bombarders torpeders nord-americans la retirada de les patrulles aèries de combat japoneses perquè els bombarders nord-americans poguessin colpejar amb èxit els transportistes japonesos.
L’autor Gordon Prange va afirmar a Miracle at Midway que els antiquats Devastators (i la manca de nous avions) van contribuir una mica a la manca d’una victòria completa a Midway (els quatre portaavions japonesos van ser enfonsats directament pels bombarders de busseig). Altres van assenyalar que els inexperts pilots nord-americans i la manca de coberta de combat eren els responsables de la mala exhibició de torpeders bombers nord-americans, independentment del tipus. Més tard a la guerra, amb una creixent superioritat aèria nord-americana, una millor coordinació d'atacs i pilots més veterans, els avengers van poder jugar papers vitals en les batalles posteriors contra les forces de superfície japoneses.
El 24 d'agost de 1942, la següent gran batalla de portaavions navals es va produir a les Salomons de l'Est. Basant-se en les companyies Saratoga i Enterprise, els 24 TBF presents van poder enfonsar la companyia lleugera japonesa Ryūjō i reclamar un bombarder, a costa de set avions.
El primer "premi" important per als TBF (als quals se li va assignar el nom de "Vengador" l'octubre de 1941, abans de l'atac japonès a Pearl Harbor) va ser a la batalla naval de Guadalcanal el novembre de 1942, quan la Marina Els avengers del Cos i de la Marina van ajudar a enfonsar el cuirassat Hiei, que ja havia estat paralitzat la nit anterior.
Després de construir centenars dels models TBF-1 originals, el TBF-1C va començar la producció. L’assignació d’espai per a tancs de combustible especialitzats interns i muntats en ales va duplicar la gamma de Avenger. Cap al 1943, Grumman va començar a eliminar progressivament la producció del Vengador per produir caces Hellcat F6F , i la Divisió General d'Avions de l'Est va assumir la producció, designant-se TBM. La planta Eastern Aircraft es trobava a Ewing, Nova Jersey. Grumman va lliurar un TBF-1, agafat amb cargols de xapa, perquè els enginyers d’automoció el poguessin desmuntar, cada vegada, i redissenyar l’avió per a la producció d’automòbils. Aquest avió era conegut com el "PK Avenger" ("PK" és una abreviatura de Parker-Kalon, fabricant de cargols de xapa). A partir de mitjans de 1944, el TBM-3 va començar a produir-se (amb un motor més potent i punts de protecció per a ales per a tancs de llançament i coets). El tauler-3 era el més nombrós dels avengers (amb uns 4.600 produïts). No obstant això, la majoria dels avengers en servei eren dash-1 fins a prop del final de la guerra el 1945.
A més del paper de superfície tradicional (torpedejant vaixells de superfície), els avengers van reclamar prop de 30 assassinats de submarins, inclòs el submarí de càrrega I-52 Van ser un dels avions més eficaços destruint submarins del teatre del Pacífic, així com a l'Atlàntic, quan finalment es va disposar de companyies d'escorta per escortar els combois aliats. Allà, els avengers van contribuir a protegir-se dels submarins alemanys mentre van proporcionar cobertura aèria als combois.
Després del " Marianas Turkey Shoot ", en el qual van caure més de 250 avions japonesos, l'almirall Marc Mitscher va ordenar a una missió de 220 avions trobar el grup de treball japonès. Combatent 300 nmi (560 km) distància de la flota a l'extrem de la seva autonomia, el grup de Hellcats, TBF/TBM i bombarders en picat van patir moltes baixes. Tanmateix, bombarders Avenger del portaavions USS Belleau Wood van enfonsar el transportista lleuger Hiyō com a únic premi important. L’aposta de Mitscher no va donar els seus fruits com esperava.
El juny de 1943, poc abans del seu 19è aniversari, el futur president George HW Bush va ser nomenat l'aviador naval més jove de l'època. Més tard, mentre volava un TBM amb VT-51 (de USS San Jacinto), el seu Avenger va ser abatut el 2 de setembre de 1944 sobre l'illa pacífica de Chichi Jima. No obstant això, va deixar anar la seva càrrega útil i va colpejar l'objectiu de la torre de ràdio abans de ser obligat a rescatar sobre l'aigua. Els dos companys de la seva tripulació van morir. Va ser rescatat al mar pel submarí nord-americà USS Finback. Més tard va rebre la Distinguished Flying Cross.
Un altre famós aviador Avenger va ser Paul Newman, que va volar com a tirador del darrere. Tenia l'esperança de ser acceptat per a l'entrenament de pilots, però no es va classificar perquè era daltònic. Newman estava a bord del transportista d'escorta USS Hollandia aproximadament 500 mi (800 km) del Japó quan l’ Enola Gay va llançar la primera bomba atòmica a Hiroshima.
El Vengador era el tipus de torpedero utilitzat durant l'enfonsament dels dos "súper cuirassats" japonesos, amb la marina nord-americana que tenia una superioritat aèria completa en els dos compromisos: Musashi i Yamato.
La desaparició de la postguerra el 5 de desembre de 1945 d’un vol de cinc avengers nord-americans, coneguda com a vol 19, es va afegir posteriorment a la llegenda del triangle de les Bermudes, escrita per primera vegada per Edward Van Winkle Jones en un article de Associated Press publicat el setembre de 1950.
Durant la Segona Guerra Mundial, el braç nord-americà de recerca aeronàutica NACA va utilitzar un Avenger complet en un ampli estudi de reducció de resistència al seu gran túnel de vent de Langley. L'informe tècnic NACA resultant mostra els impressionants resultats disponibles si els avions pràctics no havien de ser "pràctics".

### Royal Navy

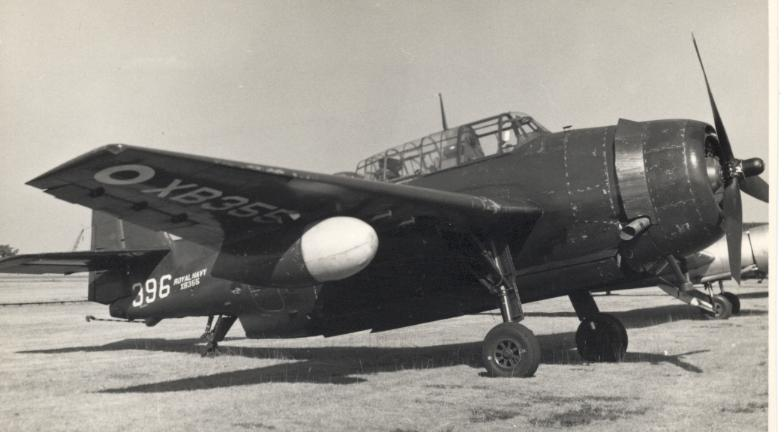
Royal Navy Grumman Avenger AS.4 XB355 'CU 396' de l'Esquadró 744 a Blackbushe el 1955.

El Vengador també va ser utilitzat pel Fleet Air Arm de la Royal Navy, on inicialment era conegut com el "Tarpon". Tanmateix, aquest nom es va interrompre posteriorment i es va fer servir el nom d'Avenger, com a part del procés de la flota del braç aeri que adoptà universalment els noms de la marina dels EUA per a avions navals nord-americans. Els primers 402 avions es coneixien com a Avenger Mk I, 334 TBM-1 de Grumman es deien Avenger Mk II i 334 TBM-3 eren designats Mk III. Una mort interessant per part d’un Royal Navy Avenger va ser la destrucció d’una bomba volant V-1 el 9 de juliol de 1944. El V-1, molt més ràpid, va superar el Vengador quan el telegrafista Air Gunner a la torreta dorsal, Fred Shirmer, el principal avió, li va disparar des de 700 iardes (640 m). Per a aquest assoliment, Shirmer va ser mencionat a Dispatches, i posteriorment va ser guardonat amb el DSM per l'acció de l'Operació Meridiana de 1945 a Palembang A la batuda de transportistes britànics de gener de 1945 a la refineria de petroli Soengei Gerong durant l'Operació Meridian, un Fleet Air Arm Avenger va disparar un "Tojo" Nakajima Ki-44 en un combat de baix nivell sobre la jungla. Tres Vengadors van ser modificats per portar la "bomba rebotant" de Highball (donat el nou nom en clau Tammany Hall), però quan els assaigs van fracassar, es van tornar a la configuració estàndard i es van passar a la Royal Navy.
Cent 1953 USM TBM-3E van ser subministrats a la Fleet Air Arm el 1953 sota el programa d’assistència a la defensa mútua dels EUA. Els avions van ser enviats des de Norfolk, Virgínia, molts a bord del portaavions Royal Navy HMS Perseu. Els avengers van ser equipats amb equips britànics per Scottish Aviation i es van lliurar com a Avenger AS.4 a diversos esquadrons de la FAA, inclosos els números 767, 814, 815, 820 i 824. Els avions van ser substituïts a partir de 1954 per Fairey Gannets i van ser transmesos a esquadrons de la Royal Naval Reserve, inclosos els números 1841 i 1844, fins que es va dissoldre la RNR Air Branch el 1957. Els supervivents van ser traslladats a l'armada francesa el 1957–1958.

### Royal Air Force de Nova Zelanda
L'únic altre operador en la Segona Guerra Mundial va ser la Reial Força Aèria de Nova Zelanda, que utilitza el tipus principalment com un bombarder. Va equipar als esquadrons número 30 i 31, que operaven des de bases a les illes del Pacífic Sud durant 1944 en suport de la campanya de Bougainville. Alguns dels avengers van ser transferits posteriorment a la flota britànica del Pacífic.
El 1945, els Vengadors van participar en assajos pioners de vestimenta aèria a Nova Zelanda que van conduir a l'establiment d'una indústria que va augmentar notablement la producció d'aliments i l'eficiència en l'agricultura a tot el món. Els pilots de l'esquadró número 42 van escampar fertilitzants des dels avengers al costat de les pistes de la base aèria d'Ohakea i van oferir una demostració per als agricultors a Hood Aerodrome, Masterton, Nova Zelanda.

### Marina reial canadenca

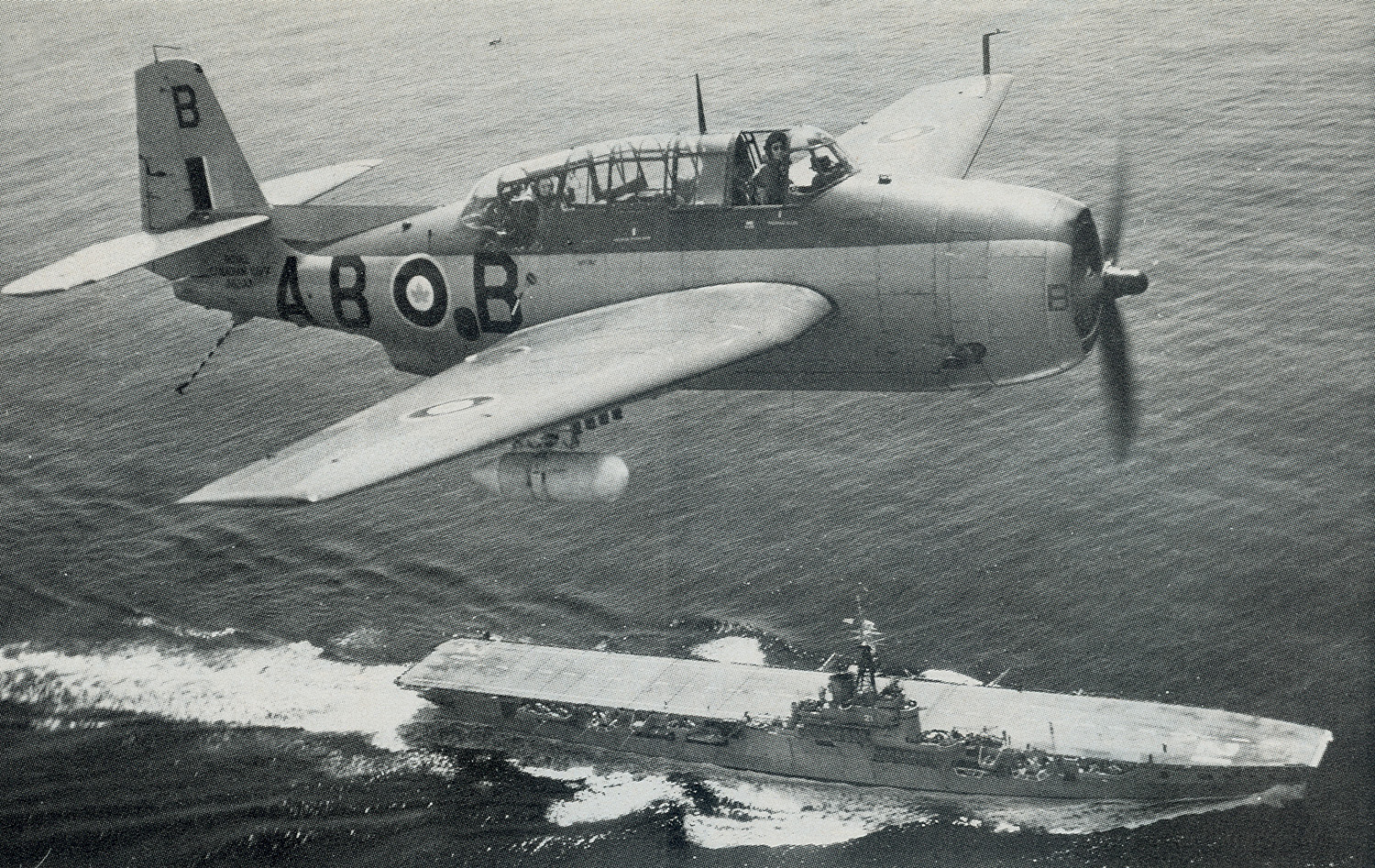
Un venjador de la Marina Reial Canadenca per HMCS Magnífic.

Un dels principals usuaris de la postguerra del Vengador va ser la Royal Canadian Navy, que va obtenir 125 antics Vengadors TBM-3E de la Marina dels Estats Units del 1950 al 1952 per substituir els seus venerables Lluciroles Fairey Quan es van lliurar els Vengadors, el RCN estava canviant el seu enfocament principal a la guerra antisubmarina (ASW), i l'avió estava quedant ràpidament obsolet com a plataforma d'atac. En conseqüència, 98 dels RCN Avengers van ser equipats amb un ampli nombre de noves modificacions ASW, inclosos els equips de radar, contramedides electròniques (ECM) i sonoboys, i la torreta de bola superior es va substituir per un dosser inclinat de vidre que era més adequat per a tasques d'observació. Els Vengadors modificats van ser designats AS 3. Alguns d'aquests avions es van equipar posteriorment amb un ampli boom del detector d'anomalies magnètiques (MAD) a la part posterior esquerra del fuselatge i es van tornar a designar AS 3M. No obstant això, els líders de RCN aviat es van adonar de les deficiències de Avenger com a avió ASW i, el 1954, van optar per substituir l'AS 3 pel Grumman S-2 Tracker, que oferia un abast més llarg, una major capacitat de càrrega per a electrònica i armament, i un segon motor, un gran avantatge de seguretat quan es volen patrulles ASW de llarg abast sobre aigües frigorífiques de l’Atlàntic Nord. Quan el lliurament del nou CS2F Trackers construït amb llicència va començar el 1957, els Avengers van passar a tasques d'entrenament i es van retirar oficialment el juliol de 1960.

### Recerca de camuflatge
ElsAvengers TBM es van utilitzar en la investigació de camuflatge de contrail·luminació durant la guerra. Els torpede bombers estaven equipats amb llums Yehudi, un conjunt de llums orientats cap endavant ajustats automàticament perquè coincideixin amb la brillantor del cel. Els avions apareixien, doncs, tan brillants com el cel, en lloc de formes fosques. La tecnologia, un desenvolupament de la investigació de camuflatge d’il·luminació difusa de la marina canadenca, va permetre a un venjador avançar fins a 3,000 iardes (2,700 m) abans de ser vist.

### Ús civil
Molts Avengers han sobreviscut al segle XXI treballant com a aplicadors d’aerosol i bombarders d’aigua a tota Amèrica del Nord, particularment a la província canadenca de Nou Brunswick.
Forest Protection Limited (FPL) de Fredericton, Nou Brunswick, va ser propietària i operadora de la flota civil més gran de avengers del món. FPL va començar a operar Avengers el 1958 després de comprar 12 avions TBM-3E excedents de la Royal Canadian Navy. L’ús de la flota Avenger a FPL va arribar al màxim el 1971, quan 43 avions s'utilitzaven tant com a bombarders aquàtics com a avions aerosols. La companyia va vendre tres Avengers el 2004 (C-GFPS, C-GFPM i C-GLEJ) a museus o col·leccionistes privats. El Museu Central dels Boscos de New Brunswick té un antic FPL Avenger en pantalla estàtica. Un venjador FPL que es va estavellar el 1975 al sud-oest de Nou Brunswick va ser recuperat i restaurat per un grup d’entusiastes de l’aviació interessats i actualment s'exhibeix al Museu de l’Aviació del Canadà Atlàntic. FPL encara operava tres avengers el 2010 configurats com a bombarders d'aigua i estacionats a l'aeroport de Miramichi. Un d'aquests es va estavellar just després de l'enlairament, el 23 d'abril de 2010, i va matar el pilot. L'últim FPL Avenger es va retirar el 26 de juliol de 2012 i es va vendre al Shearwater Aviation Museum de Dartmouth, Nova Escòcia.
Hi ha diversos altres Avenger que solen volar com a avions de guerra en col·leccions privades d’arreu del món. Són un aparell d’espectacle aeri popular tant en pantalles volants com estàtiques.
A 2020 la Commemorative Air Force (CAF) encara opera i manté en estat de vol tres TBM Avengers. Un té la base a la Rocky Mountain Wing a Grand Junction (Colorado); un altre a la Missouri Wing a l'aeròdrom de St Charles Smartt ; i un altre amb la Capital Wing a Culpeper, Virginia.

## Variants

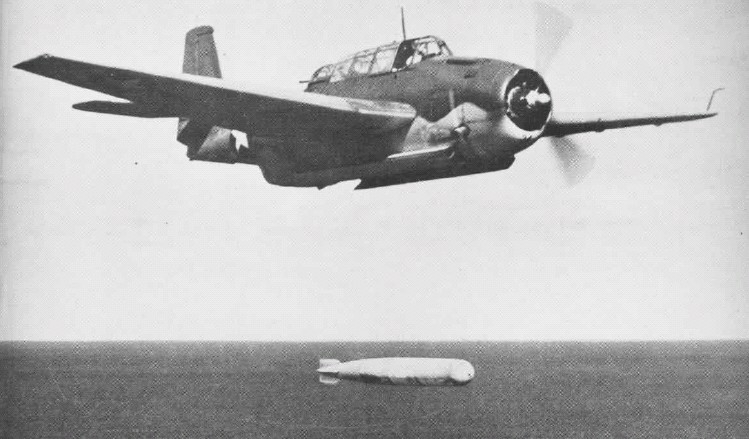
Un TBF-1 que deixa caure un torpede.

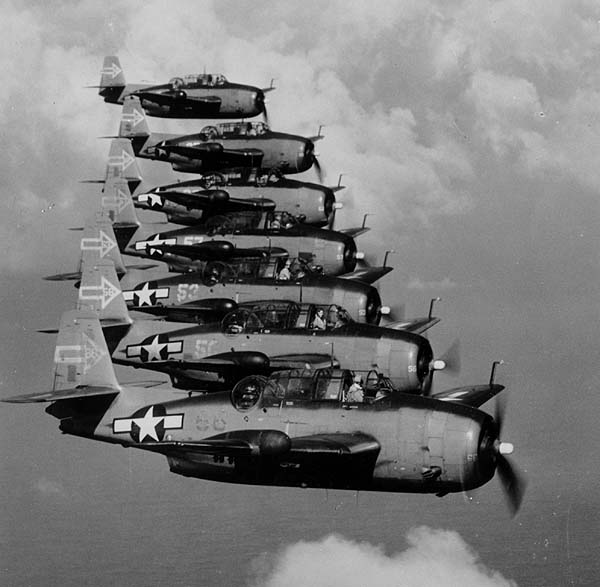
TBM-3D de VT (N) -90 de gener de 1945.

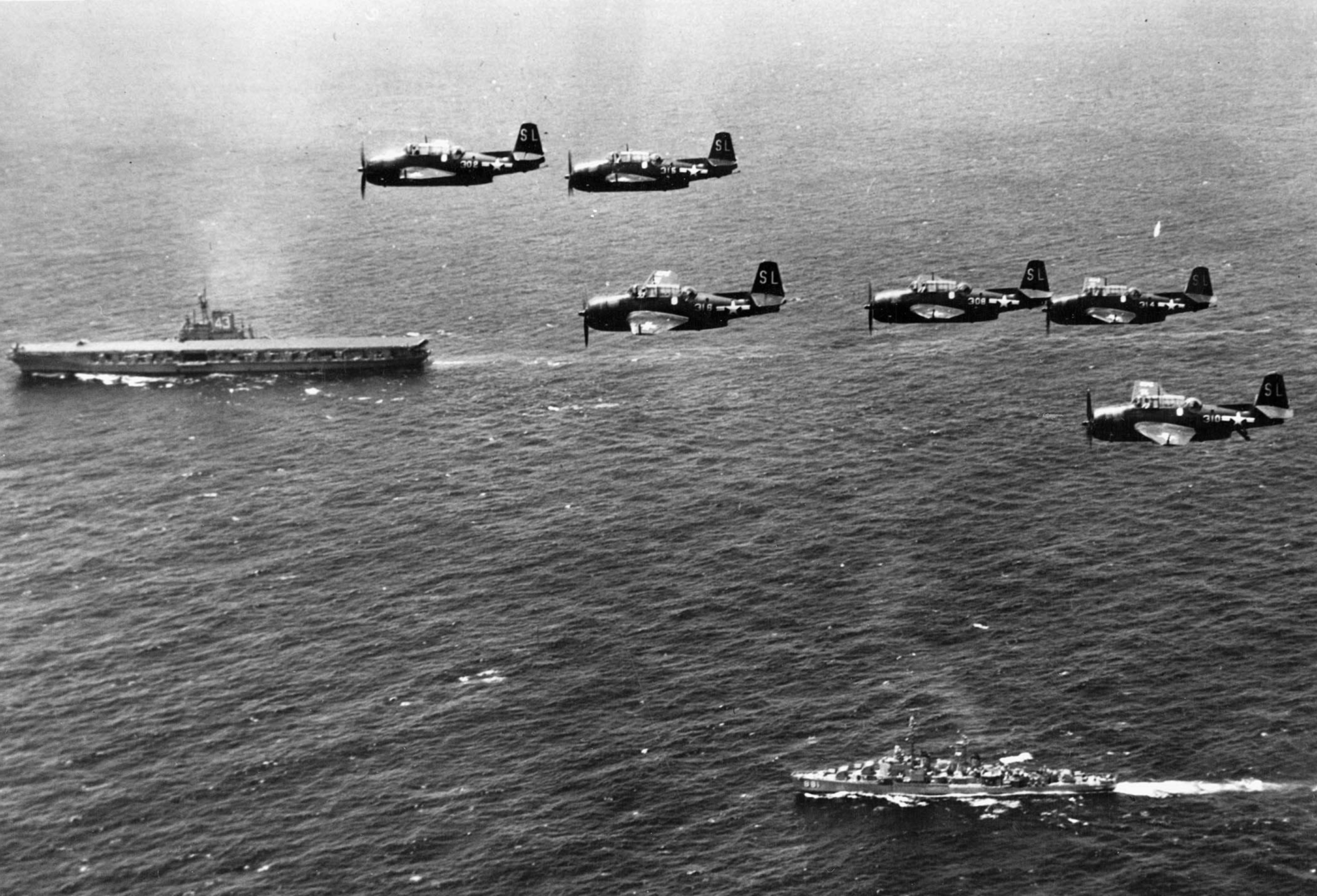
Sis avions antisubmarins Grumman TBM-3E Avenger de la US Navy de l'Escadron Composite VC-22 Checkmates que sobrevolen el mar Mediterrani.

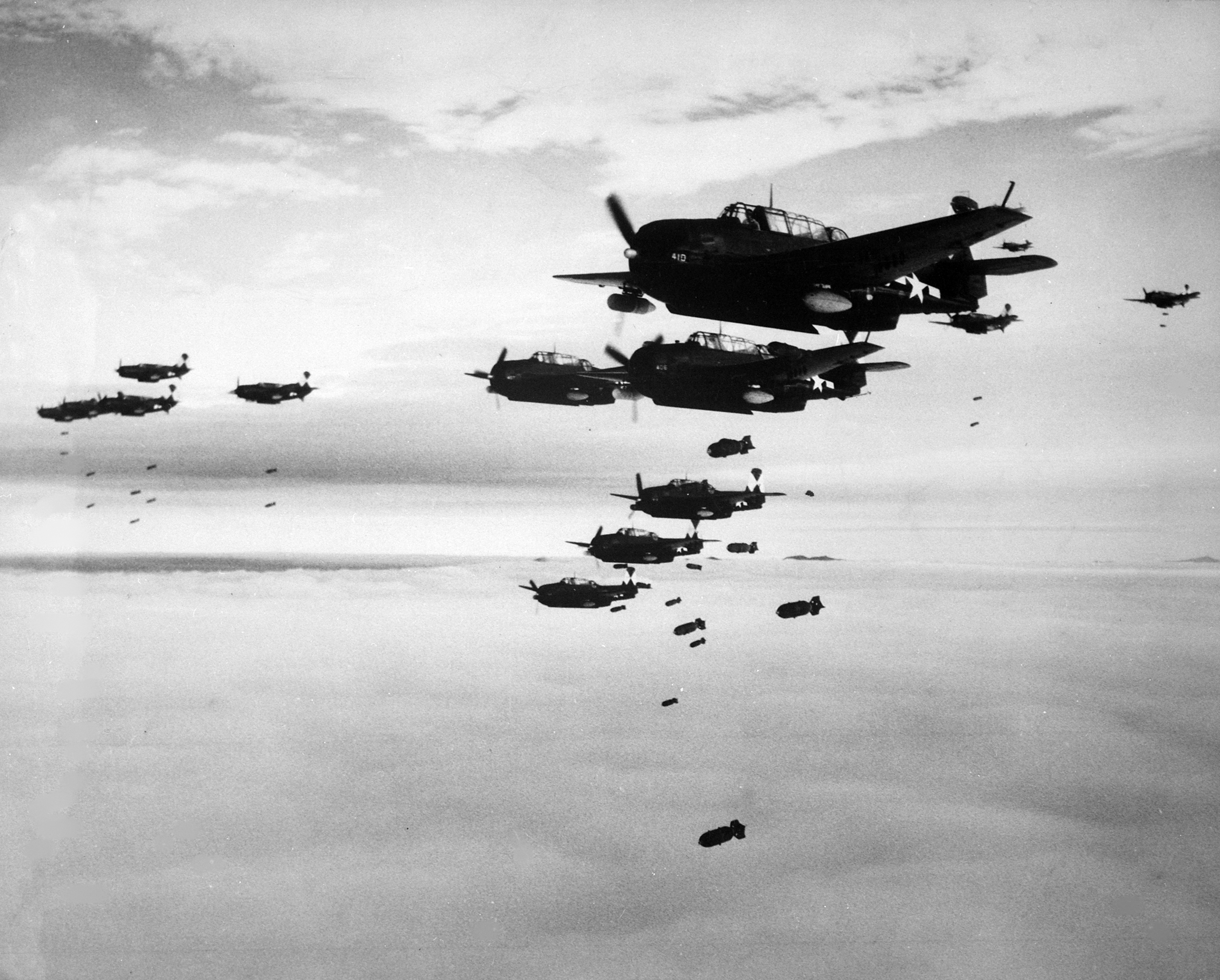
TBMs de la Marina dels EUA (primer pla) i SB2C Helldivers van llançar bombes a Hakodate el juliol de 1945

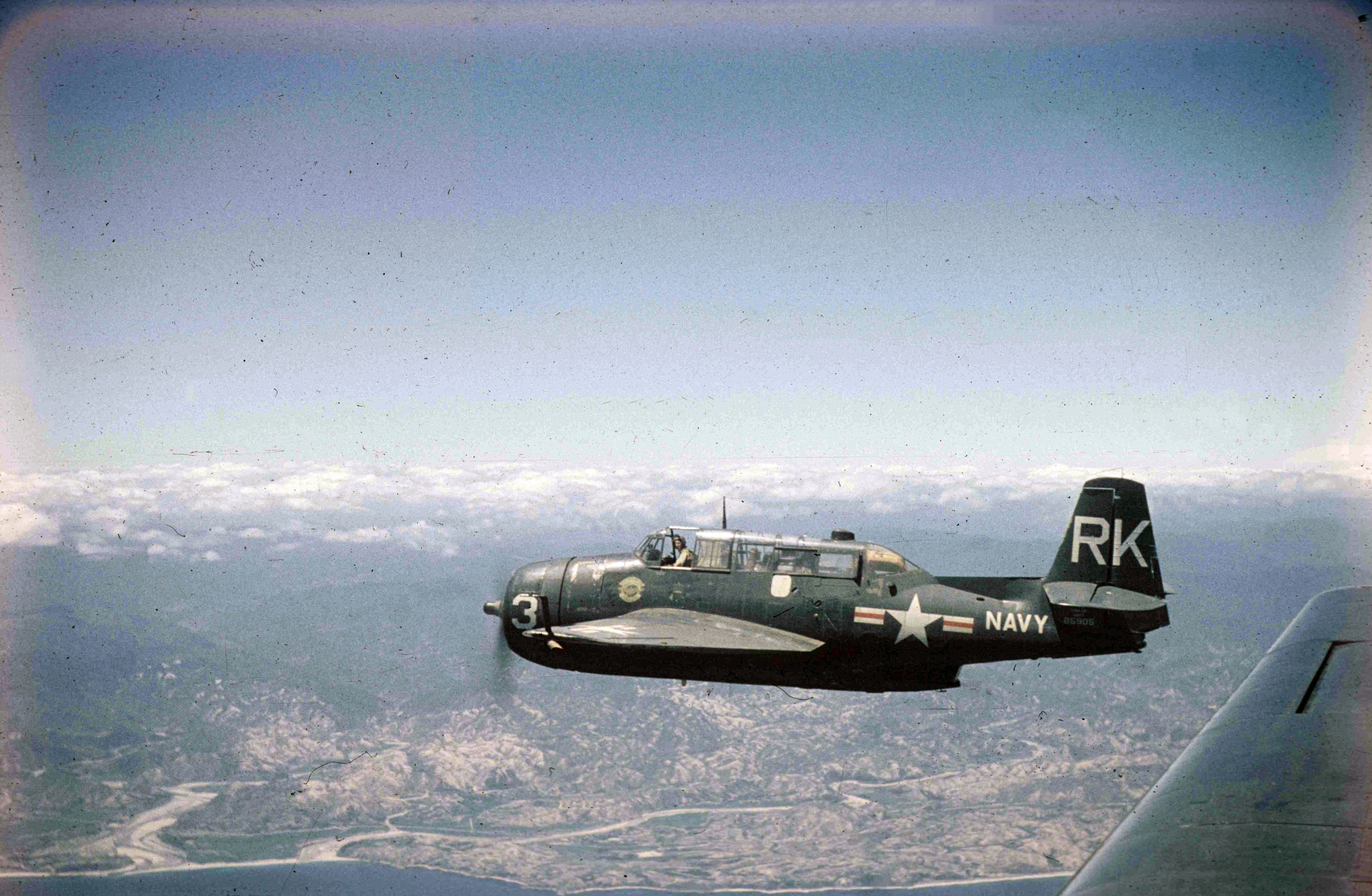
Un avió TBM-3R COD a principis dels anys cinquanta.

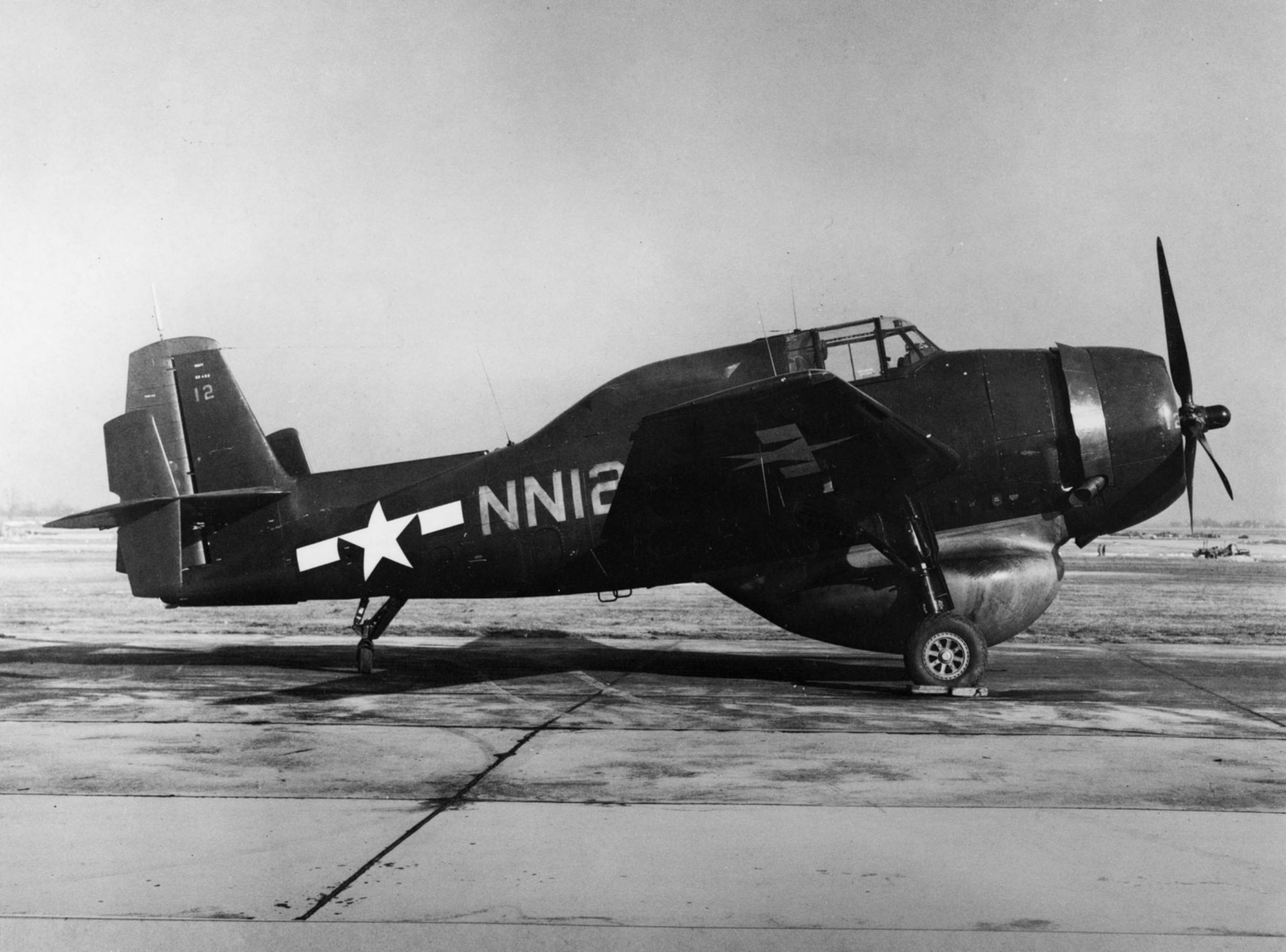
TBM-3W

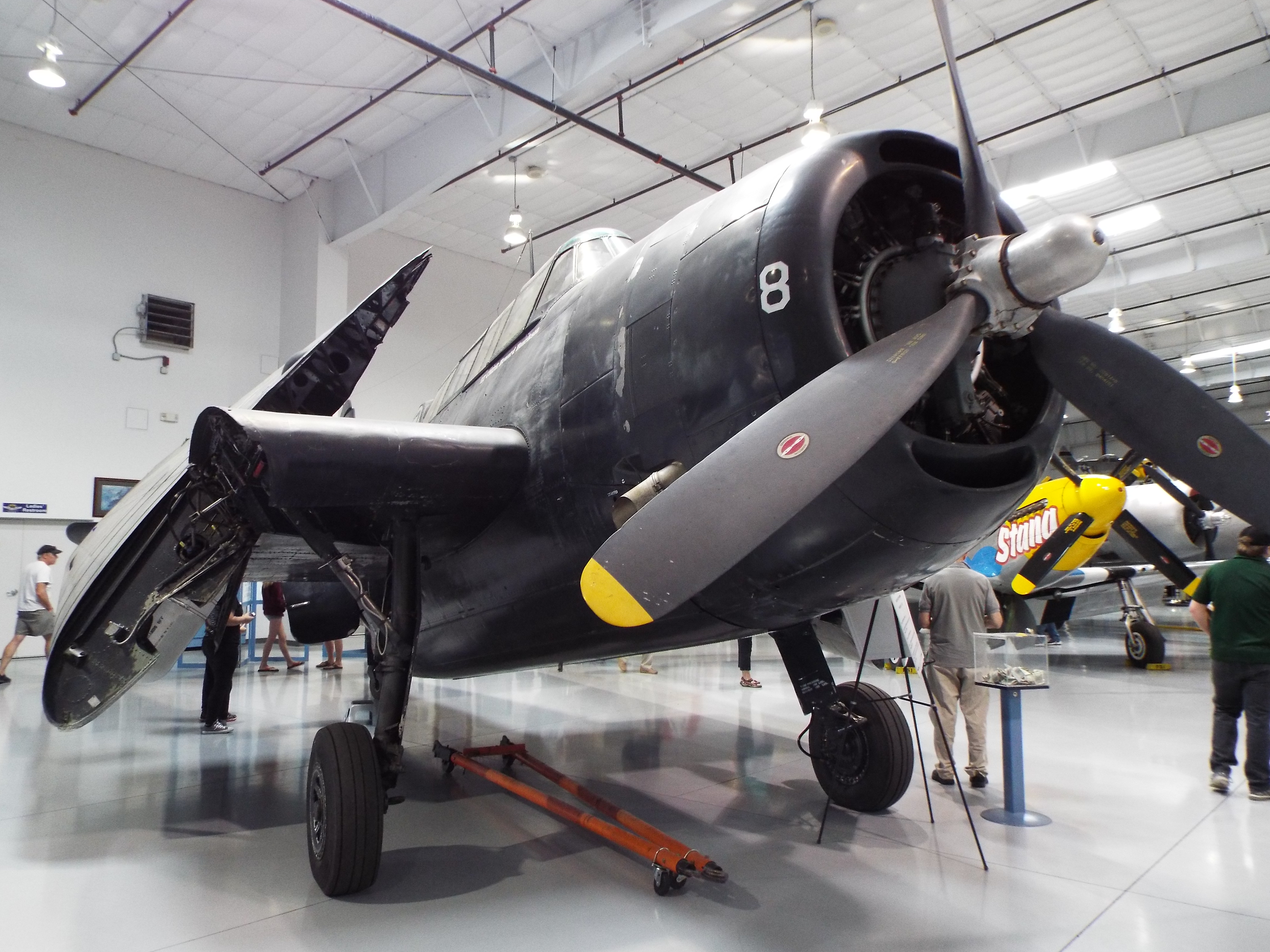
TBF Avenger Torpedo Bomber

Dins del TBF Avenger Torpedo Bomber

XTBF-1
Prototips alimentats cadascun amb un 1,700 hp (1,300 kW) R-2600-8, el segon avió va introduir la gran aleta dorsal. (2 construïts)
TBF-1
Model de producció inicial basat en el segon prototip. (1.526 construïts)
TBF-1C
TBF-1 amb provisió per a dos 0.5 in (12.7 mm) d'armes d'ala i capacitat de combustible augmentada a 726 US gal (2,748 l) . (765 construïts)
TBF-1B
Designació de paper per al Avenger I per a la Royal Navy.
TBF-1D
Conversions TBF-1 amb radar centimètric al radome a la vora principal de l’ala dreta.
TBF-1CD
Conversions TBF-1C amb radar centimètric al radome a la vora principal de l’ala dreta.
TBF-1E
Conversions TBF-1 amb equips electrònics addicionals.
TBF-1J
TBF-1 equipat per a operacions de mal temps
TBF-1L
TBF-1 equipat amb un reflector retràctil a la badia de bombes.
TBF-1P
Conversió TBF-1 per a reconeixement fotogràfic
TBF-1CP
Conversió TBF-1C per a reconeixement fotogràfic
XTBF-2
El TBF-1 es va tornar a motoritzar amb un 1,900 hp (1,400 kW) Motor XR-2600-10.
XTBF-3
El TBF-1 es va tornar a motoritzar amb 1,900 hp (1,400 kW) motors R-2600-20.
TBF-3
S'ha cancel·lat la versió de producció prevista del XTBF-3

### TBM
TBM-1
com TBF-1. (550 construïts)
TBM-1C
com TBF-1C. (2336 construïts)
TBM-1D
Conversions TBM-1 amb radar centimètric al radome a la vora dreta de l’ala dreta.
TBM-1E
Conversions TBM-1 amb equips electrònics addicionals.
TBM-1J
TBM-1 equipat per a totes les operacions meteorològiques
TBM-1L
TBM-1 equipat amb un reflector retràctil a la badia de bombes.
TBM-1P
Conversió TBM-1 per a reconeixement fotogràfic
TBM-1CP
Conversió TBM-1C per a reconeixement fotogràfic
TBM-2
Un TBM-1 es va tornar a motoritzar amb un 1,900 hp (1,400 kW) Motor XR-2600-10.
XTBM-3
Quatre avions TBM-1C amb 1,900 hp (1,400 kW) motors R-2600-20.
TBM-3
com TBM-1C, entrades de refrigeració dobles, actualització del motor, canvis menors. (4.011 construïts)
TBM-3D
Conversió TBM-3 amb radar centimètric al radome a la vora davantera de l'ala dreta.
TBM-3E
com a TBM-3, estructura més forta, radar de cerca, pistola ventral eliminada. (646 construïts).
TBM-3H
Conversió TBM-3 amb radar de cerca superficial.
TBM-3J
TBM-3 equipat per a totes les operacions meteorològiques
TBM-3L
TBM-3 equipat amb un reflector retràctil a la badia de bombes.
TBM-3M
Conversió TBM-3 com a llançador de coets Tiny Tim.
TBM-3N
Conversió TBM-3 per a atac nocturn.
TBM-3P
Conversió TBM-3 per a reconeixement fotogràfic.
TBM-3Q
Conversió TBM-3 per a contramesures electròniques, torreta de canó retinguda.
TBM-3R
Conversions TBM-3 com a transport de lliurament a bord de set passatgers.
TBM-3S
Conversió TBM-3 com a versió antisubmarina.
TBM-3U
Conversió TBM-3 com a utilitat general i versió de destinació.
TBM-3W
Conversió TBM-3 com a primera plataforma de retransmissió i control d’alerta precoç aerotransportada amb radar AN / APS-20 al radome ventral
XTBM-4
Prototips basats en TBM-3E amb ala modificada que incorpora una secció central reforçada i un mecanisme de plegat diferent. (3 construïts)
TBM-4
La versió de producció de XTBM-4, 2.141 per encàrrec, es va cancel·lar.

### Royal Navy Avenger

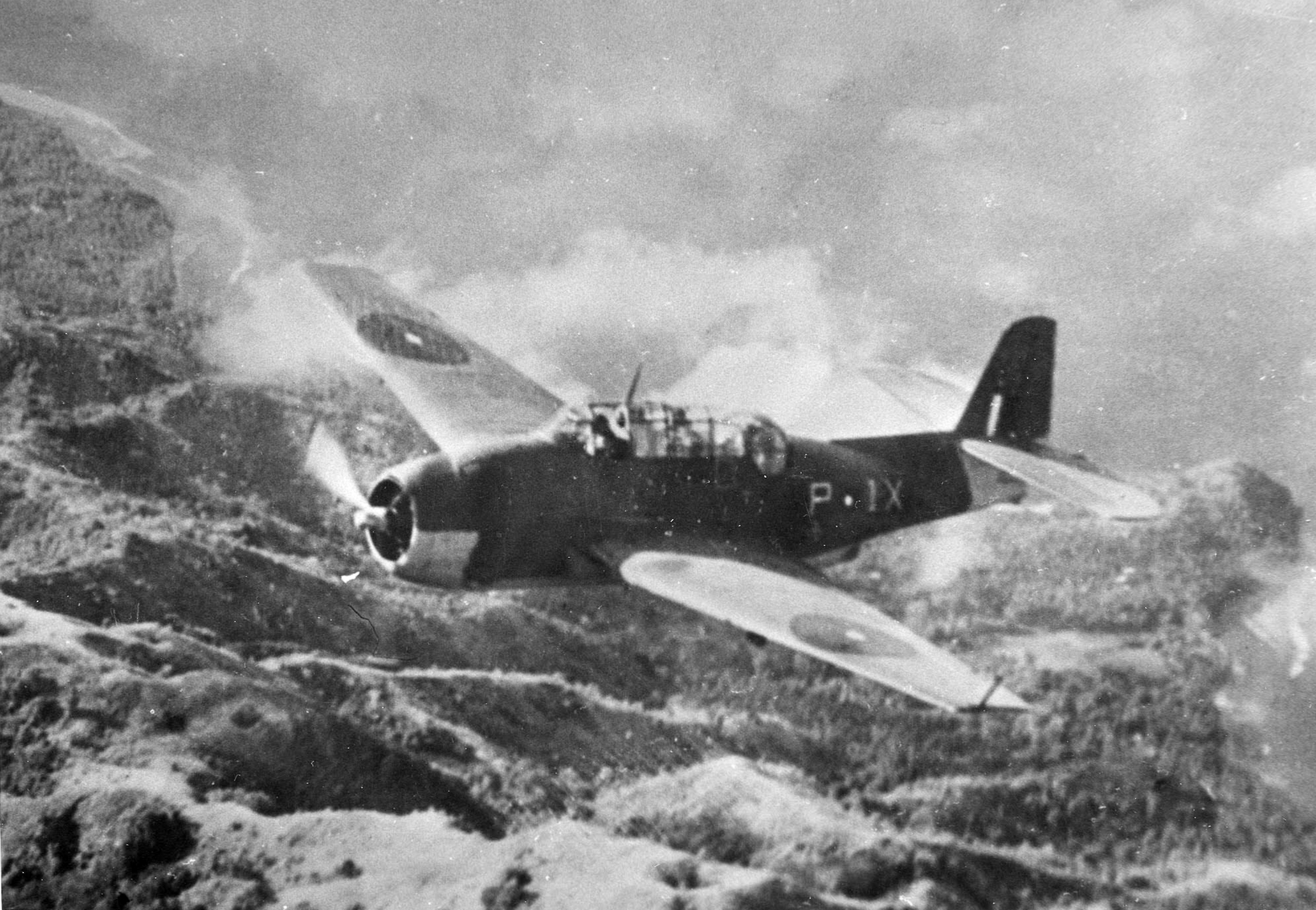
Un 849 Squadron Avenger II del HMS Victoriosa (R38), 1944.

Tarpon GR. Jo
Designació RN del TBF-1, 400 lliurats.
Avenger Mk.II
Designació RN del TBM-1 / TBM-1C, 334 lliurat.
Avenger Mk.III
Designació RN del TBM-3, 222 lliurat
Avenger Mk.IV
Designació RN del TBM-3S, 70 cancel·lada
Avenger AS4
Designació RN del TBM-3S, 100 lliurats a la postguerra

### Vengadors de la Marina Reial Canadenca
Avenger AS3
Modificat per RCN per a tasques antisubmarines, eliminada la torreta dorsal, 98 construïdes
Avenger AS3M
AS3 amb ploma del detector d’anomalies magnètiques afegida al fuselatge posterior
Avenger Mk.3W2
Semblant a TBM-3W, amb gran radome ventral. 8 operats.

## Operadors
Brasil

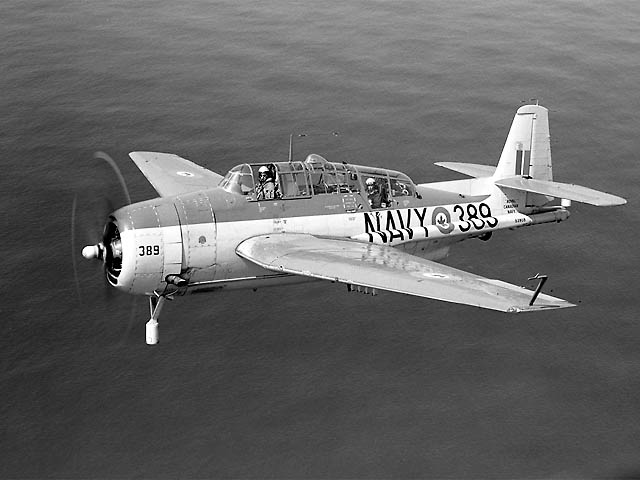
Canadian Avenger AS3M amb un llarg detector tubular d'anomalies magnètiques (MAD) al llarg del fuselatge posterior inferior del port.

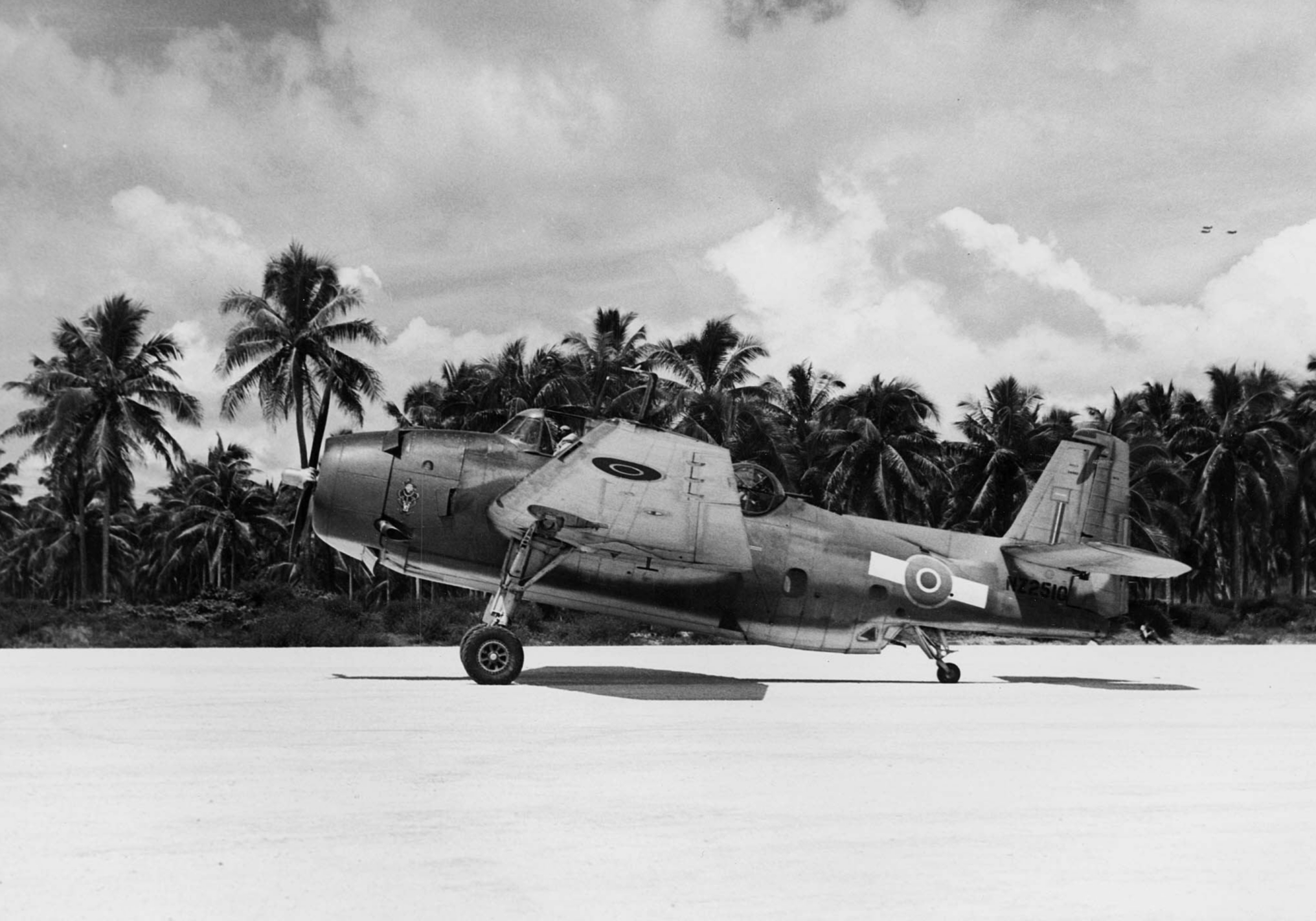
Un esquadró número 30 RNZAF TBF-1C a Espiritu Santo, 1944.

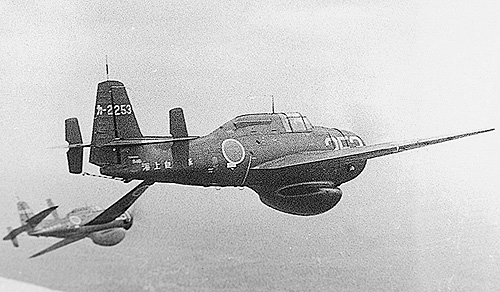
Força d’autodefensa marítima del Japó TBM-3W

- La Marina del Brasil va operar tres avengers a la dècada de 1950 per entrenar la tripulació de coberta a bord del transportista Minas Gerais (A-11).

 Canadà
- Royal Canadian Navy va obtenir 125 TBM-3E Avengers anteriorment en servei amb els Estats Units. Van estar en servei en diversos rols fins al 1960, quan van ser substituïts pels bimoors Grumman S-2 Tracker.[31]

 Cuba
- La Marina Cubana va rebre 7 TBM-3S2 el 1956; no obstant això, el 1960 estaven fora de servei.

 França
- Aéronavale va operar Avengers als anys cinquanta.

 Japó
- La Força d'Autodefensa Marítima del Japó va operar grups Hunter-Killer Avengers als anys cinquanta i seixanta.

 Països Baixos
- Royal Dutch Navy: el servei d’aviació naval holandès va operar Avengers durant la dècada de 1950.

 Nova Zelanda
- Royal Air Force de Nova Zelanda

 Nicaragua
- Força Aèria de Nicaragua

  Regne Unit
- Royal Navy - Fleet Air Arm

  Estats Units
- Marina dels Estats Units
- Cos de Marines dels Estats Units

 Uruguai
- La Marina uruguaiana va operar 16 TBF Avengers als anys cinquanta i seixanta.[32]

## Incident notable
Un famós incident relacionat amb l'avió TBM / TBF Avenger va ser la desaparició del vol 19, un vol d'entrenament de cinc avengers que es va originar a la Naval Air Station de Fort Lauderdale i es va perdre el desembre de 1945 sobre el triangle de les Bermudes.

## Especificacions (TBF Avenger)
Dades de Jane's Fighting aircraft of World War II
Característiques generals
- Tripulació: 3
- Longitud: 12,2 m
- Envergadura: 16,5 m
- Alçada: 5,0 m
- Perfil: arrel: NACA 23015; punta: NACA 23009[34]
- Motors: 1×  Motor radial de 14 cilindres i refrigerat per aire Wright R-2600-8 Twin Cyclone, 1.268 kW (1.700 hp)
- Hèlixs: Hamilton Standard de 3 pales i velocitat constant propeller

 Rendiment 
- Velocitat màxima: 447 km/h (242 nusos)
- Velocitat de creuer: 346 km/h, (187 nusos)
- Abast: 1.456 km (786 nmi) at cruise speed  a velocitat de creuer
- Sostre de servei: 6.888 m (22.600 peus)
- Ràtio d'ascens: 5,46 m/s (1.075 peus/minut)

Armament

- Metralladores: 

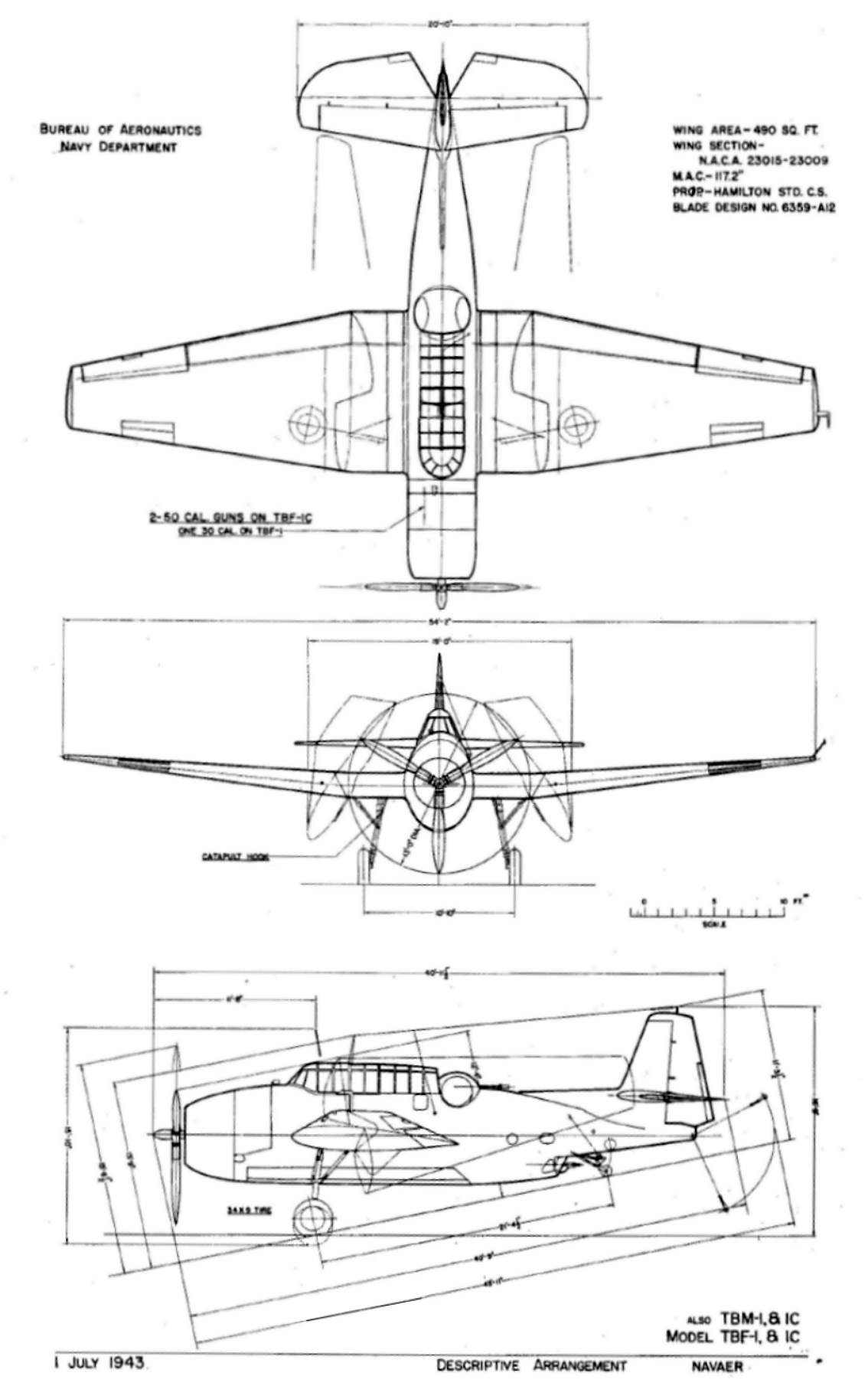
Visió esquemàtica del TBF Avenger.

  - 1 × metralladora Browning M1919 (7,62 mm) al morro (models primerencs) o 2 metralladores Browning M2 (calibre 12,7 mm), una a cada ala
  - 1 × Browning M2 en la torreta dorsal
  - 1 × Browning M1919 en la posició ventral
- Coets: Fins a 8 coets de calibres 89 mm o 127 mm.
- Bombes: Fins a 907 kg de bombes o un sol torpede Mark 13